# Primula chapaensis
Primula chapaensis là một loài thực vật có hoa trong họ Anh thảo. Loài này được Gagnep. miêu tả khoa học đầu tiên năm 1929.